# 8. Königlich Bayerische Reserve-Division
Die 8. Reserve-Division war ein Großverband der Bayerischen Armee im Ersten Weltkrieg.

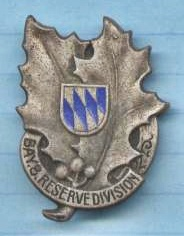
Inoffizielles Kappenabzeichen der 8. Reserve-Division, 1917

## Geschichte
Die Division wurde am 31. Dezember 1914 speziell für den Einsatz im Gebirgsgelände der Vogesen gebildet und war ab 20. Januar 1915 mobil gestellt. Der Großverband stand von Februar 1915 bis Juli 1916 an der Westfront im Oberelsaß, unterbrochen von einem kurzzeitigen Einsatz im Juni 1915 an der Ostfront in Polen. Von Ende Juli bis August 1916 kämpfte sie in der Schlacht an der Somme. Ab Oktober 1916 war sie am Krieg gegen Rumänien beteiligt. Im Oktober 1917 kam sie wiederum an die Westfront nach Flandern. 1918 war sie u. a. in die Frühjahrsoffensive 1918 eingebunden. Der Verband wurde von der alliierten Aufklärung als erstklassig eingestuft.

### Gefechtskalender

#### 1915
- 21. Januar bis 17. Mai – Stellungskämpfe im Oberelsass
  - 19. Februar bis 20. März – Schlacht bei Münster
  - 17. April bis 17. Mai – Kämpfe bei Metzeral
- 18. Mai bis 3. Juni – Reserve der OHL
- 04. bis 11. Juni – Reserve der 11. Armee
- 12. bis 15. Juni – Durchbruchsschlacht von Lubaczów
- 16. Juni – Gefechte bei Oleszyce und Dachnow
- 17. bis 22. Juni – Schlacht bei Lemberg
- 23. Juni bis 15. Juli – Reserve der OHL bei der 11. Armee und Armeeabteilung Falkenhausen
- ab 16. Juli – Stellungskampf im Oberelsass
  - 20. Juli bis 14. Oktober – Zweite Schlacht um Münster
  - 7. bis 12. November – Gefecht am Hilsenfirst

#### 1916
- bis 4. Juli – Stellungskampf im Oberelsass
- 04. bis 19. Juli – Reserve der OHL bei der 2. Armee
- 19. Juli bis 23. August – Schlacht an der Somme
- 01. bis 25. September – Stellungskämpfe bei Roye-Noyon
- 25. September bis 8. Oktober – Reserve der 2. Armee
- 08. bis 18. Oktober – Reserve der OHL
- 19. Oktober bis 24. November – Gebirgskämpfe am Roter-Turm-Pass (Teile der Division)
- 19. Oktober bis 22. Dezember – Gebirgskämpfe am Ojtozgebiet (Teile der Division)
- 19. Oktober bis 8. Dezember – Gebirgskämpfe im Predeal- und Bodzagebiet (Teile der Division)
  - 4. bis 27. November – Abwehrkämpfe im Gyergyo-Gebirge
  - 25. bis 30. November – Verfolgungskämpfe bei Curtea de Argeș-Pitești (Teile der Division)
- 28. November bis 26. Dezember – Verteidigungsschlacht im Gyimes-Uz-Gebiet
- 01. bis 3. Dezember – Schlacht am Arges (Teile der Division)
- 04. bis 8. Dezember – Verfolgung nach der Schlacht am Argeș (Teile der Division)
- 09. bis 20. Dezember – Verfolgungskämpfe an Jalomita-Prahova und Buzaul (Teile der Division)
- 21. bis 27. Dezember – Schlacht bei Schlacht bei Rimnicul-Sarat (Teile der Division)
- ab 26. Dezember – Neujahresoffensive im Trotus-Gebiet
- ab 27. Dezember – Stellungskämpfe in den Siebenbürgischen Grenzkarpathen

#### 1917
- bis 7. Januar – Neujahresoffensive im Trotus-Gebiet
- bis 11. Juli – Stellungskämpfe in den Siebenbürgischen Grenzkarpathen
  - 4. bis 8. Januar – Schlacht an der Putna (Teile der Division)
  - 6. bis 9. Januar – Stellungskrieg an Putna und Sereth (Teile der Division)
  - 8. Januar bis 24. Februar – Stellungskämpfe zwischen Putna- und Slanic-Tal (Teile der Division)
- 13. bis 22. Juli – Stellungskämpfe an der Lomnica bei Kalusz
- 23. Juli bis 5. August – Verfolgungskämpfe in Ostgalizien und der Bukowina
- 06. August bis 1. September – Stellungskämpfe nordöstlich Czernowitz
- 03. September bis 10. Oktober – Stellungskämpfe an der Ostgrenze der Bukowina
- 15. Oktober bis 3. Dezember – Schlacht in Flandern
- ab 4. Dezember – Stellungskämpfe in Flandern

#### 1918
- bis 9. April – Stellungskämpfe in Flandern
- 09. bis 30. April – Stellungskämpfe in Flandern und Artois
  - 9. bis 18. April – Schlacht bei Armentières
- 02. Mai bis 18. Juni – Kämpfe bei Richecourt, Seicheprey und Flirey
- 19. Juni bis 5. Juli – Stellungskämpfe zwischen Maas und Mosel
- 07. Juli bis 3. August – Stellungskämpfe bei Reims
- 07. Juli bis 3. August – Angriffsschlacht an der Marne und in der Champagne
  - 18. bis 25. Juli – Abwehrschlacht zwischen Soissons und Reims
  - 26. Juli bis 3. August – Bewegliche Abwehrschlacht zwischen Marne und Vesle
- 04. August bis 9. Oktober – Stellungskämpfe bei Reims
- 10. bis 12. Oktober – Kämpfe vor der Hunding- und Brunhild-Front
- 13. bis 24. Oktober – Stellungskämpfe an der Aisne
- 25. Oktober bis 1. November – Abwehrschlacht in der Hundingstellung
- 02. bis 4. November – Stellungskämpfe an der Aisne
- 05. bis 11. November – Rückzugskämpfe vor der Antwerpen-Maas-Stellung
- ab 12. November – Räumung des besetzten Gebietes und Marsch in die Heimat

## Gliederung

### Kriegsgliederung vom 31. Dezember 1914
- 15. Reserve-Infanterie-Brigade
  - Reserve-Infanterie-Regiment 18
  - Reserve-Infanterie-Regiment 19
- 16. Reserve-Infanterie-Brigade
  - Reserve-Infanterie-Regiment 22
  - Reserve-Infanterie-Regiment 23
  - Reserve-Radfahr-Kompanie 8
- Reserve-Kavallerie-Abteilung 8
- Reserve-Feldartillerie-Regiment 8
- Reserve-Feldartillerie-Regiment 9
- 3. Batterie/Reserve-Fußartillerie-Bataillon 6
- Stab/Reserve-Pionier-Bataillon 2
  - Reserve-Pionier-Kompanie 8
  - Reserve-Pionier-Kompanie 9
  - Reserve-Divisions Brückentrain
  - Reserve-Fernsprech-Abteilung 2

### Kriegsgliederung vom 28. Juni 1918
- 16. Reserve-Infanterie-Brigade
  - Reserve-Infanterie-Regiment 19
  - Reserve-Infanterie-Regiment 22
  - Reserve-Infanterie-Regiment 23
  - Reserve-Kavallerie-Abteilung 8
- Artillerie-Kommandeur 8
  - Reserve-Feldartillerie-Regiment 9
  - Fußartillerie-Regiment 19
- Pionier-Bataillon 20
- Divisions-Nachrichten-Kommandeur 408

## Kommandeure
| Dienstgrad                   | Name                       | Datum                               |
| ---------------------------- | -------------------------- | ----------------------------------- |
| Generalleutnant              | Hermann Freiherr von Stein | 20. Januar 1915 bis 11. Januar 1917 |
| Generalleutnant              | Albert Seekirchner         | 12. Januar 1917 bis 11. April 1917  |
| Generalmajor/Generalleutnant | Maximilian Jehlin          | 12. April 1917 bis Kriegsende       |